# Metzgeria decipiens
Metzgeria decipiens là một loài Rêu trong họ Metzgeriaceae. Loài này được (C. Massal.) Schiffner mô tả khoa học đầu tiên năm 1890.